# Myrmarachne albocincta
Myrmarachne albocincta är en spindelart som först beskrevs av Koch C.L. 1846.  Myrmarachne albocincta ingår i släktet Myrmarachne och familjen hoppspindlar. Inga underarter finns listade i Catalogue of Life.